# 秋田県立十和田高等学校
秋田県立十和田高等学校（あきたけんりつ とわだこうとうがっこう）は、かつて秋田県鹿角市にあった公立の高等学校。
2024年3月、当校と同市の花輪高等学校、小坂町の小坂高等学校を統合した秋田県立鹿角高等学校の開校に伴い、閉校した。

## 設置学科
- 普通科

## 沿革
- 1943年（昭和18年） - 秋田県立鹿角工業学校設立。
- 1948年（昭和23年） - 秋田県立鹿角工業高等学校に改称。
- 1951年（昭和26年） - 秋田県立小坂高等学校と統合、小坂高等学校毛馬内校に改称。
- 1952年（昭和27年） - 小坂高等学校から独立、秋田県立毛馬内高等学校に改称。
- 1959年（昭和34年） - 秋田県立十和田高等学校に改称。
- 1961年（昭和36年） - 昭和天皇・香淳皇后が十和田町に行幸、職員生徒が出迎える。
- 1964年（昭和39年） - 東京オリンピックに卒業生の菅原武男が出場、ハンマー投で13位。
- 1968年（昭和43年） - メキシコオリンピックに菅原武男が出場、ハンマー投げで4位入賞。
- 2002年（平成14年） - 第51回全国高等学校スキー大会で女子スキー部が総合3位となる。
- 2003年（平成15年） - 第52回全国高等学校スキー大会で女子スキー部が総合2位となる。石垣寿美子（現：富士フイルムBI秋田）は女子ノルディックスキーで史上初の7冠。
- 2004年（平成16年） - 文化庁主催松山バレエ団公演。
- 2017年（平成29年） - 第66回全国高等学校スキー大会で女子スキー部が総合優勝。
- 2024年（令和6年） - 3月に小坂高等学校、花輪高等学校と統合して、秋田県立鹿角高等学校が開校。これに伴い、閉校。[2][3][4]。

## 部活動
- 運動部
  - 野球部、バレー部（男女）、卓球部（男女）、陸上競技部、バスケットボール部（男女）、 スキー部、ソフトテニス部、
- 文化部
  - 吹奏楽部、美術部、情報ビジネス部、茶道部、ボランティア部、食物部

## 周囲
- 十和田南駅（駅から学校まで徒歩19分）
- 鹿角市立十和田中学校
- 鹿角市立十和田小学校
- 国道103号
- 国道282号

## 著名な出身者
- ディック東郷（プロレスラー）